# 나우루 국제공항
나우루 국제공항(영어: Nauru International Airport, IATA : INU, ICAO: ANYN)은 나우루의 유일한 공항으로 나우루 섬의 서남해안에 있다. 현재 국적항공사인 나우루 항공이 브리즈번 공항과 나디 국제공항에 정기 운항하고 있다.

## 운항 노선

### 국제선
| 항공사      | 목적지         |
| ----------- | -------------- |
| 나우루 항공 | 브리즈번, 나디 |